# 2006-os fedett pályás atlétikai világbajnokság
A 2006-os fedett pályás atlétikai világbajnokságot Moszkvában, Oroszországban rendezték március 10. és március 12. között. A vb-n 26 versenyszámot rendeztek. A programból kikerült a 200 m-es versenyszám.

## A magyar sportolók eredményei
Magyarország a világbajnokságon öt sportolóval képviseltette magát.

## Éremtáblázat
(A táblázatban a rendező nemzet eltérő háttérszínnel kiemelve.)
| Helyezés | Nemzet           | Arany | Ezüst | Bronz | Összesen |
| 1.       | Oroszország      | 8     | 5     | 5     | 18       |
| 2.       | Egyesült Államok | 7     | 4     | 2     | 13       |
| 3.       | Etiópia          | 2     | 0     | 0     | 2        |
| 3.       | Ukrajna          | 2     | 0     | 0     | 2        |
| 5.       | Kenya            | 1     | 1     | 2     | 4        |
| 6.       | Fehéroroszország | 1     | 1     | 1     | 3        |
| 6.       | Németország      | 1     | 1     | 1     | 3        |
| 8.       | Ghána            | 1     | 0     | 0     | 1        |
| 8.       | Grenada          | 1     | 0     | 0     | 1        |
| 8.       | Írország         | 1     | 0     | 0     | 1        |
| 8.       | Mozambik         | 1     | 0     | 0     | 1        |
| 12.      | Lengyelország    | 0     | 2     | 1     | 3        |
| 13.      | Svédország       | 0     | 1     | 2     | 3        |
| 14.      | Spanyolország    | 0     | 1     | 1     | 2        |
| 14.      | Kuba             | 0     | 1     | 1     | 2        |
| 16.      | Botswana         | 0     | 1     | 0     | 1        |
| 16.      | Brazília         | 0     | 1     | 0     | 1        |
| 16.      | Bulgária         | 0     | 1     | 0     | 1        |
| 16.      | Horvátország     | 0     | 1     | 0     | 1        |
| 16.      | Hollandia        | 0     | 1     | 0     | 1        |
| 16.      | Jamaica          | 0     | 1     | 0     | 1        |
| 16.      | Katar            | 0     | 1     | 0     | 1        |
| 16.      | Panama           | 0     | 1     | 0     | 1        |
| 25.      | Bahama-szigetek  | 0     | 0     | 2     | 2        |
| 26.      | Bahrein          | 0     | 0     | 1     | 1        |
| 26.      | Belgium          | 0     | 0     | 1     | 1        |
| 26.      | Csehország       | 0     | 0     | 1     | 1        |
| 26.      | Dánia            | 0     | 0     | 1     | 1        |
| 26.      | Marokkó          | 0     | 0     | 1     | 1        |
| 26.      | Portugália       | 0     | 0     | 1     | 1        |
| 26.      | Szudán           | 0     | 0     | 1     | 1        |
| 26.      | Olaszország      | 0     | 0     | 1     | 1        |
| Összesen | Összesen         | 26    | 26    | 26    | 78       |

## Érmesek
- WR – világrekord
- CR – világbajnoki rekord
- AR – kontinens rekord
- NR – országos rekord
- PB – egyéni rekord
- WL – az adott évben aktuálisan a világ legjobb eredménye
- SB – az adott évben aktuálisan az egyéni legjobb eredmény

### Férfi
| Versenyszám     | Arany                                                                                      | Arany        | Ezüst                                                                                       | Ezüst        | Bronz                                                                                               | Bronz        |
| --------------- | ------------------------------------------------------------------------------------------ | ------------ | ------------------------------------------------------------------------------------------- | ------------ | --------------------------------------------------------------------------------------------------- | ------------ |
| 60 m            | Leonard Scott · Egyesült Államok                                                           | 6,50 WL      | Andrej Jepisin · Oroszország                                                                | 6,52 NR      | Terrence Trammell · Egyesült Államok                                                                | 6,54         |
| 400 m           | Alleyne Francique · Grenada                                                                | 45,54 SB     | California Molefe · Botswana                                                                | 45,75        | Chris Brown · Bahama-szigetek                                                                       | 45,78 NR     |
| 800 m           | Wilfred Bungei · Kenya                                                                     | 1:47,15      | Mbulaeni Mulaudzi · Dél-afrikai Köztársaság                                                 | 1:47,16      | Jurij Borzakovszkij · Oroszország                                                                   | 1:47,38      |
| 1500 m          | Ivan Hesko · Ukrajna                                                                       | 3:42,08      | Daniel Kipchirchir Komen · Kenya                                                            | 3:42,55      | Elkanah Onkware Angwenyi · Kenya                                                                    | 3:42,98      |
| 3000 m          | Kenenisa Bekele · Etiópia                                                                  | 7:39,32      | Saif Saaeed Shaheen · Katar                                                                 | 7:41,28      | Eliud Kipchoge · Kenya                                                                              | 7:42,58      |
| 60 m gát        | Terrence Trammell · Egyesült Államok                                                       | 7,43 WL      | Dayron Robles · Kuba                                                                        | 7,46 PB      | Dominique Arnold · Egyesült Államok                                                                 | 7,52         |
| 4 × 400 m váltó | Egyesült Államok · Tyree Washington · LaShawn Merritt · Milton Campbell · Wallace Spearmon | 3:03,24      | Lengyelország · Daniel Dąbrowski · Marcin Marciniszyn · Rafał Wieruszewski · Piotr Klimczak | 3:04,67 SB   | Oroszország · Konsztantyin Szvecskar · Alekszandr Gyerevjagin · Jevgenyij Lebegyev · Dmitrij Petrov | 3:06,91 SB   |
| Magasugrás      | Jaroszlav Ribakov · Oroszország                                                            | 237 cm WL    | Andrej Tyeresin · Oroszország                                                               | 235 cm WL    | Linus Thörnblad · Svédország                                                                        | 233 cm PB    |
| Rúdugrás        | Brad Walker · Egyesült Államok                                                             | 580 cm SB    | Alhaji Jeng · Svédország                                                                    | 570 cm       | Tim Lobinger · Németország                                                                          | 560 cm       |
| Távolugrás      | Ignisious Gaisah · Ghána                                                                   | 830 cm       | Irving Saladino · Panama                                                                    | 829 cm AR    | Andrew Howe · Olaszország                                                                           | 819 cm PB    |
| Hármasugrás     | Walter Davis · Egyesült Államok                                                            | 17,73 m PB   | Jadel Gregório · Brazília                                                                   | 17,56 m AR   | Yoandri Betanzos · Kuba                                                                             | 17,42 m PB   |
| Súlylökés       | Reese Hoffa · Egyesült Államok                                                             | 22,11 m WL   | Joachim Olsen · Dánia                                                                       | 21,16 m      | Pavel Szofjin · Oroszország                                                                         | 20,68 m PB   |
| Hétpróba        | André Niklaus · Németország                                                                | 6192 pont PB | Bryan Clay · Egyesült Államok                                                               | 6187 pont SB | Roman Šebrle · Csehország                                                                           | 6161 pont SB |

### Női
| Versenyszám     | Arany                                                                                     | Arany        | Ezüst                                                                             | Ezüst      | Bronz                                                                                     | Bronz      |
| --------------- | ----------------------------------------------------------------------------------------- | ------------ | --------------------------------------------------------------------------------- | ---------- | ----------------------------------------------------------------------------------------- | ---------- |
| 60 m            | Me'Lisa Barber · Egyesült Államok                                                         | 7,01 WL      | Lauryn Williams · Egyesült Államok                                                | 7,01 WL    | Kim Gevaert · Belgium                                                                     | 7,11 NR    |
| 400 m           | Oleszja Krasznomovec · Oroszország                                                        | 50,04 CR     | Vanya Sztambolova · Bulgária                                                      | 50,21 NR   | Christine Amertil · Bahama-szigetek                                                       | 50,34 AR   |
| 800 m           | Maria de Lurdes Mutola · Mozambik                                                         | 1:58,90 SB   | Kenia Sinclair · Jamaica                                                          | 1:59,54 NR | Hasna Benhassi · Marokkó                                                                  | 2:00,34 SB |
| 1500 m          | Julija Csizsenko · Oroszország                                                            | 4:04,70      | Jelena Szoboleva · Oroszország                                                    | 4:05,21    | Maryam Yusuf Jamal · Bahrein                                                              | 4:05,53    |
| 3000 m          | Meseret Defar · Etiópia                                                                   | 8:38,80      | Lilija Sobuhova · Oroszország                                                     | 8:42,18    | Lidia Chojecka · Lengyelország                                                            | 8:42,59 SB |
| 60 m gát        | Derval O'Rourke · Írország                                                                | 7,84 NR      | Glory Alozie · Spanyolország                                                      | 7,86 SB    | Susanna Kallur · Svédország                                                               | 7,87       |
| 4 × 400 m váltó | Oroszország · Tatyjana Levina · Natalja Nazarova · Oleszja Krasznomovec · Natalja Antyjuh | 3:24,91      | Egyesült Államok · Debbie Dunn · Tiffany Williams · Monica Hargrove · Mary Danner | 3:28,63 SB | Fehéroroszország · Natallja Szalahub · Hanna Kazak · Juljana Zsalunyaruk · Ilona Uszovics | 3:28,65    |
| Magasugrás      | Jelena Szleszarenko · Oroszország                                                         | 202 cm SB    | Blanka Vlašić · Horvátország                                                      | 200 cm     | Ruth Beitia · Spanyolország                                                               | 198 cm SB  |
| Rúdugrás        | Jelena Iszinbajeva · Oroszország                                                          | 480 cm       | Anna Rogowska · Lengyelország                                                     | 475 cm     | Szvetlana Feofanova · Oroszország                                                         | 470 cm SB  |
| Távolugrás      | Tianna Madison · Egyesült Államok                                                         | 680 cm PB    | Naide Gomes · Portugália                                                          | 676 cm     | Concepción Montaner · Spanyolország                                                       | 676 cm     |
| Hármasugrás     | Tatyjana Lebegyeva · Oroszország                                                          | 14,95 m WL   | Anna Pjatih · Oroszország                                                         | 14,93 m PB | Yamilé Aldama · Szudán                                                                    | 14,86 m SB |
| Súlylökés       | Natallja Haraneka · Fehéroroszország                                                      | 19,84 m PB   | Nadine Kleinert · Németország                                                     | 19,64 m PB | Olga Rjabinkina · Oroszország                                                             | 19,24 m SB |
| Ötpróba         | Ljudmila Blonszka · Ukrajna                                                               | 4685 pont PB | Karin Ruckstuhl · Hollandia                                                       | 4607 pont  | Olga Levenkova · Oroszország                                                              | 4579 pont  |